# Polska broń pancerna w wojnie polsko-bolszewickiej

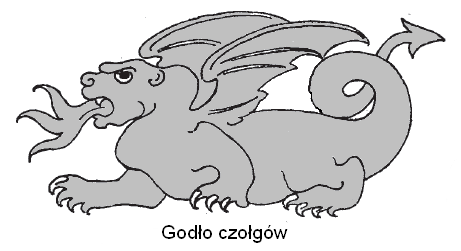
Godło czołgów z 1919 roku

Polska broń pancerna w wojnie polsko-bolszewickiej – organizacja i działania polskiej broni pancernej w okresie wojny polsko-bolszewickiej.
Broń pancerna w Wojsku Polskim odgrywała rolę ograniczoną i nie występowała w formie jednorodnych struktur. W skład tej broni wchodziły czołgi, pociągi pancerne i samochody pancerne. Na bazie pułku czołgów przybyłych z „Błękitną Armią” zorganizowany został 1 pułk czołgów, wyposażony w czołgi Renault FT-17. Samochody pancerne były zgrupowanie w trzech dywizjonach samochodów pancernych i dwóch samodzielnych plutonach. Najważniejszą częścią składową polskiej broni pancernej były pociągi pancerne. W latach wojny powstało około 90 pociągów pancernych, zazwyczaj improwizowanych i o dość krótkiej służbie wojskowej.

## Struktura broni pancernych
Polska broń pancerna nie posiadała jednorodnych struktur organizacyjnych, mających oddzielne dowództwa i komórki w sztabach centralnych i związków operacyjnych. Była w centralnym podporządkowaniu i tylko okazjonalnie przydzielana formacjom frontowym do wykonywania zadań bojowych. W skład broni pancernej wchodziły czołgi, pociągi pancerne i samochody pancerne. Samochody pancerne wchodziły w skład wojsk samochodowych nadzorowanych przez Sekcję Samochodową Departamentu Techniczno-Komunikacyjnego Ministerstwa Spraw Wojskowych, a od lutego 1920 przez Sekcję Wojsk Samochodowych Departamentu II Wojsk Technicznych. Pociągi pancerne należały do wojsk kolejowych i znajdowały się zarówno w kompetencji Ministerstwa Spraw Wojskowych, jak i Naczelnego Dowództwa Wojska Polskiego.

## Samochody pancerne

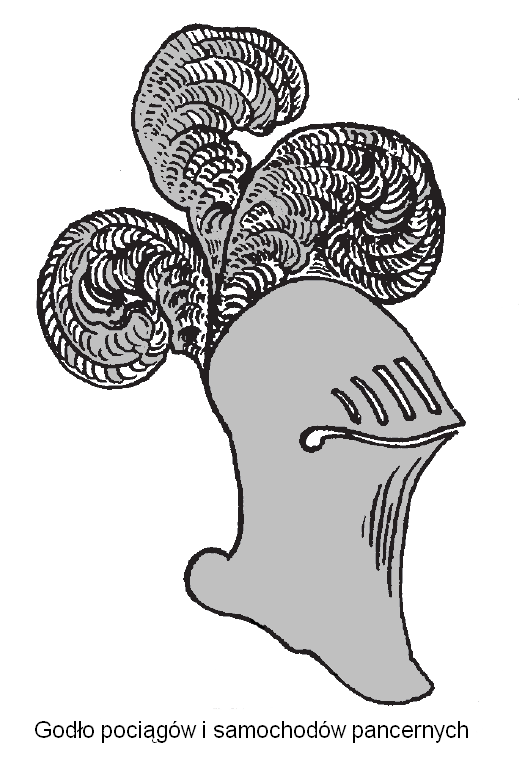
Godło pociągów i samochodów pancernych

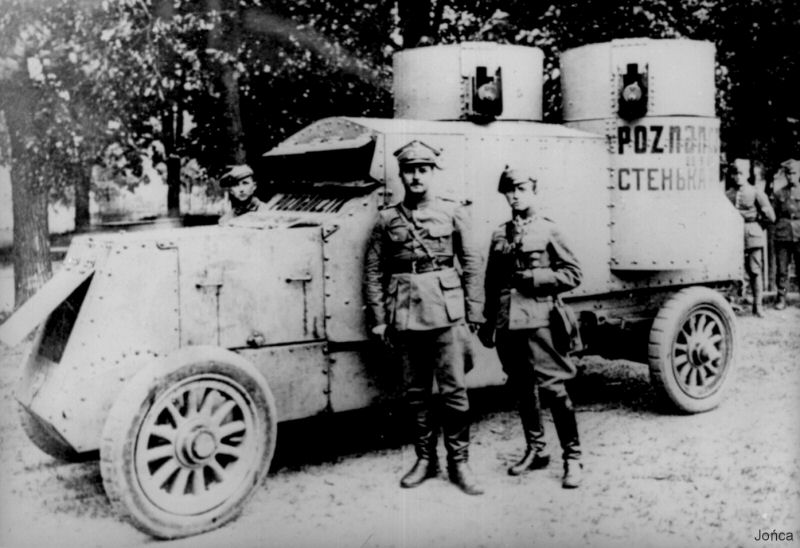
Samochód pancerny typu Austin-Putiłow, zdobyty w Bobrujsku i przemianowany na „Poznańczyk”.

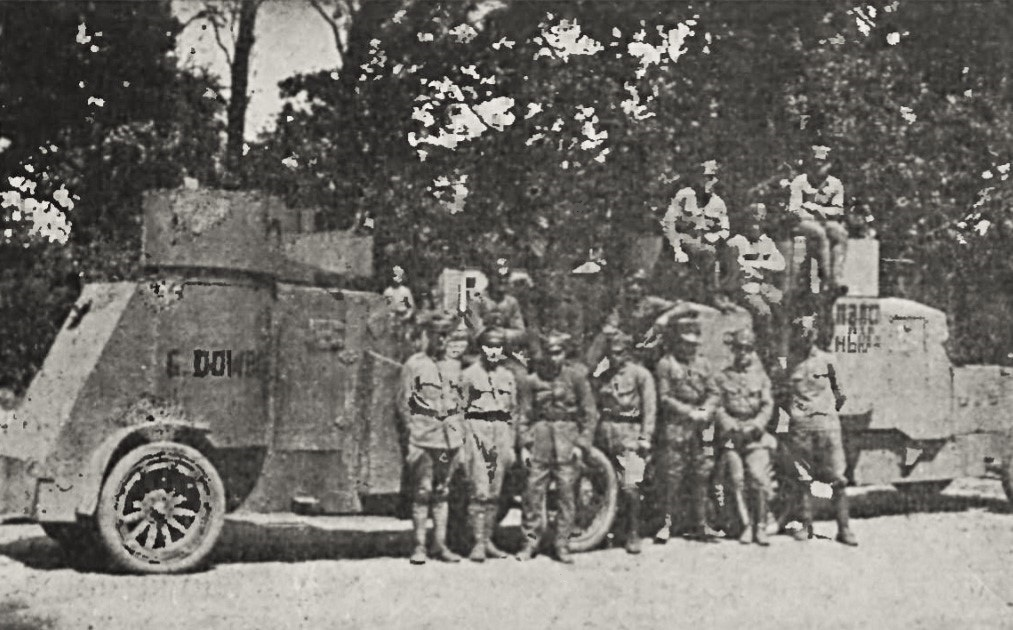
Sowieckie samochody pancerne zdobyte przez 8/14 pap 4 czerwca 1920

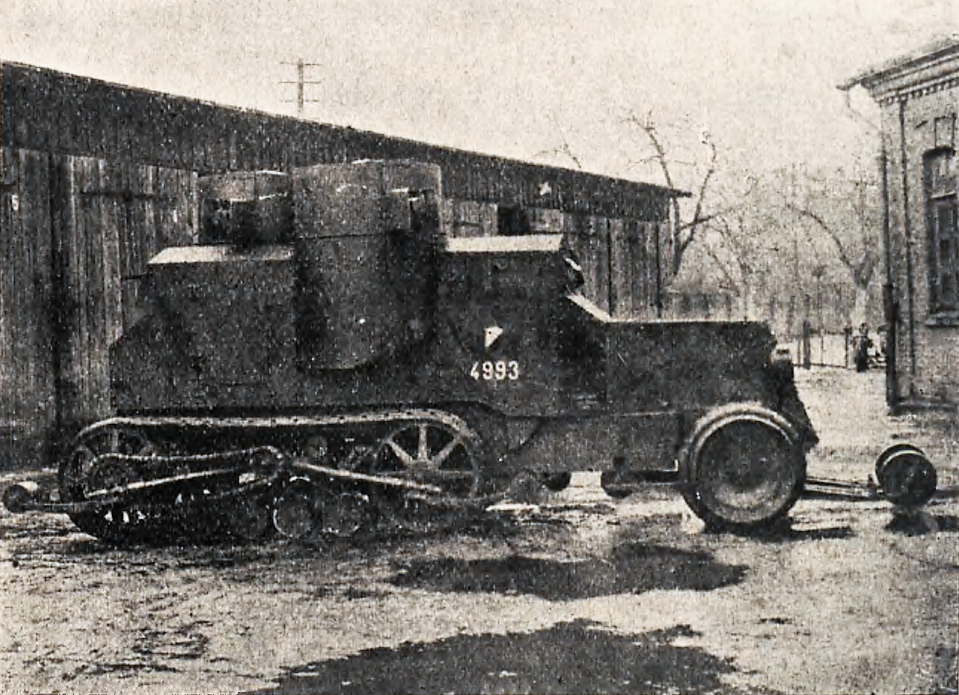
Samochód pancerny przerobiony ze zdobycznego

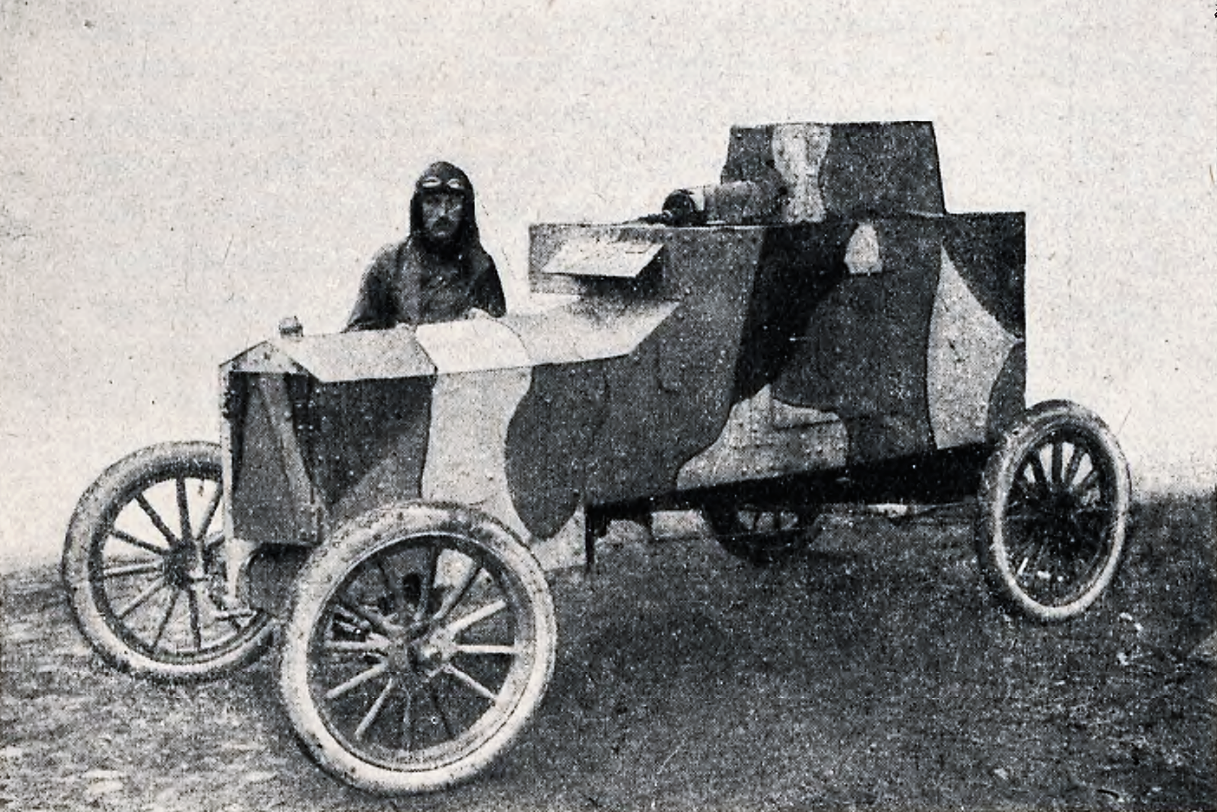
Inż. Tadeusz Tański przy samochodzie pancernym własnej konstrukcji (na podwoziu Ford).

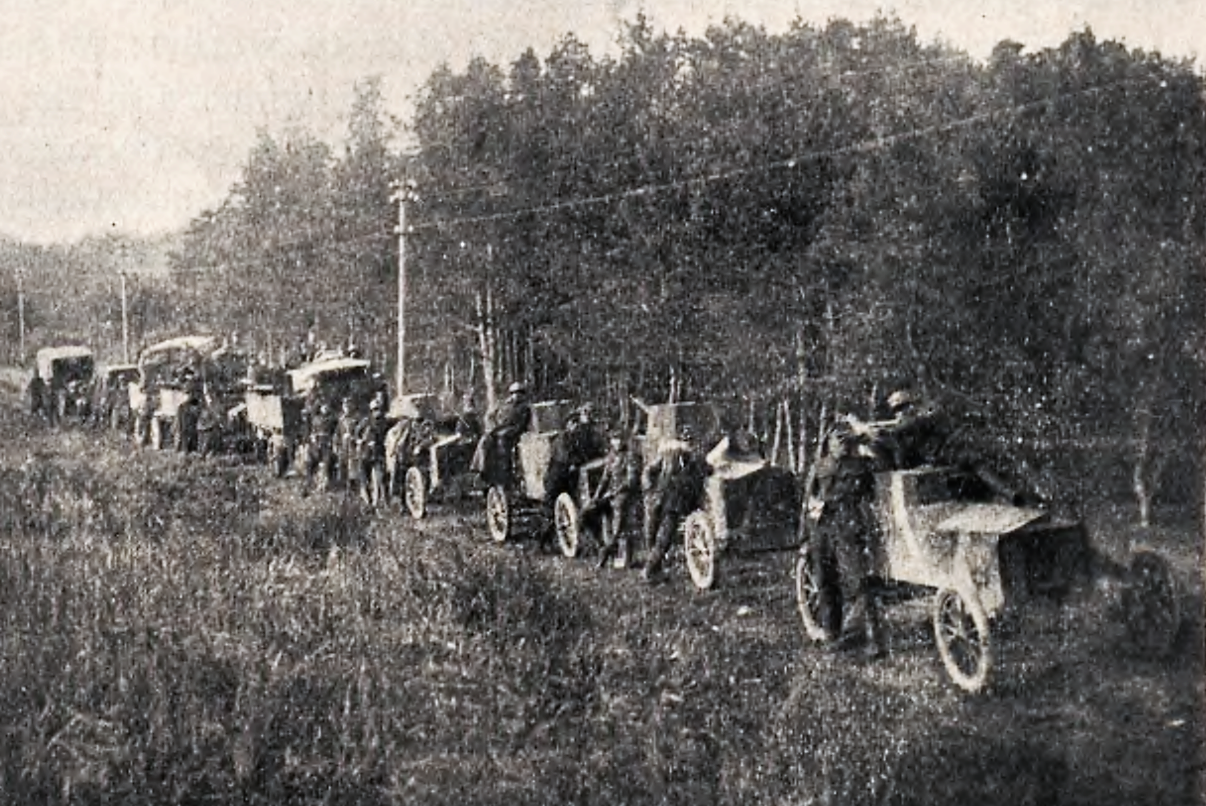
Kolumna samochodów pancernych

Odradzające się Wojsko Polskie nie przejęło samochodów pancernych od armii państw zaborczych. Również próby zakupu sprzętu za granicą nie przyniosły pożądanych rezultatu. Te, które walczyły na froncie, pochodziły ze zdobyczy wojennej. Zdobyto około 35 samochodów pancernych. Był to jeden niemiecki, trzy ukraińskie i 31 sowieckich. W kraju zbudowano pewną liczbę samochodów pancernych poprzez uzbrojenie i opancerzenie ciężarówek. Dopiero w czerwcu 1920 uruchomiono w Warszawie produkcję lekkich samochodów pancernych na podwoziach samochodów osobowych „Ford”. Samochody pancerne nie miały stałej struktury organizacyjnej. Występowały początkowo jako kolumny samochodów pancernych. Na froncie początkowo działały pojedynczo lub w plutonach po dwa-trzy wozy. W zależności od potrzeb przydzielano je dywizjom piechoty lub brygadom kawalerii. W 1920 rozpoczęto grupowanie samochodów w dywizjony. W styczniu sformowano 1 dywizjon samochodów pancernych, kolejny 2 dywizjon zorganizowano we wrześniu, a trzeci dywizjon pod koniec wojny w październiku 1920. W skład dywizjonu wchodziło 10 samochodów pancernych. Powstał też dywizjon zapasowy.
W bitwie na przedpolach Warszawy brał udział dywizjon samochodów pancernych dowodzony przez por. Felicjana Dzięcielewskiego, wchodzący w skład Grupy „Dolna Wisła” gen. Mikołaja Osikowskiego. Pojedyncze samochody pancerne przydzielane były i do innych zadań, głównie rozpoznawczych.
W chwili zawieszenia broni Wojsko Polskie dysponowało 66 samochodami pancernymi, a tuż przed demobilizacją na stanie armii pozostały mocno wyeksploatowane 43 samochody pancerne różnych typów.
Żołnierze samochodów pancernych na mundurach nosili łapkę czarną, wypustka żółta.

## Pociągi pancerne

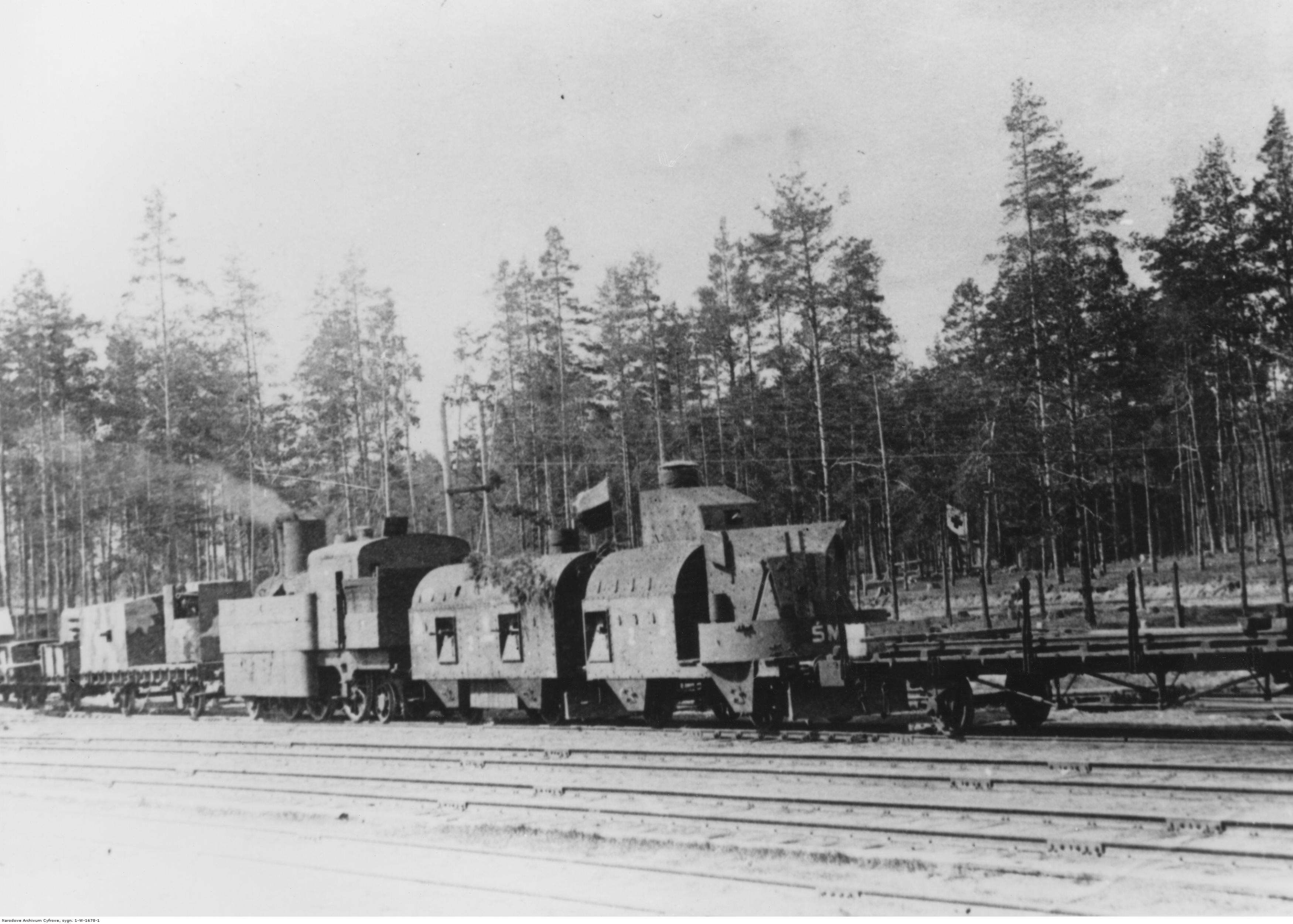
Pociąg pancerny „Śmiały”. Na pierwszym planie wagon artyleryjski

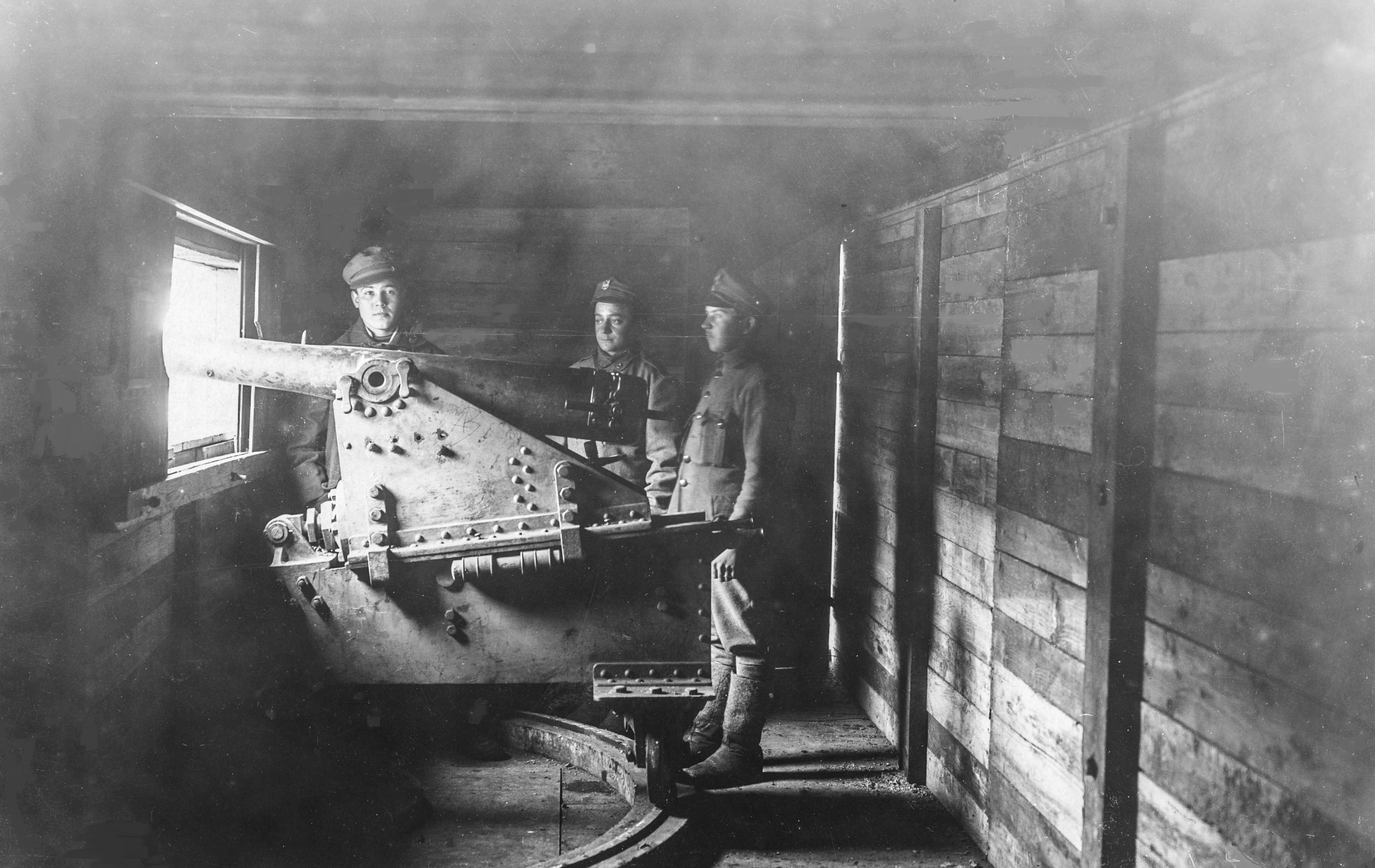
Wnętrze wagonu pociągu pancernego „Śmiały”. Żołnierze przy armacie na stanowisku bojowym

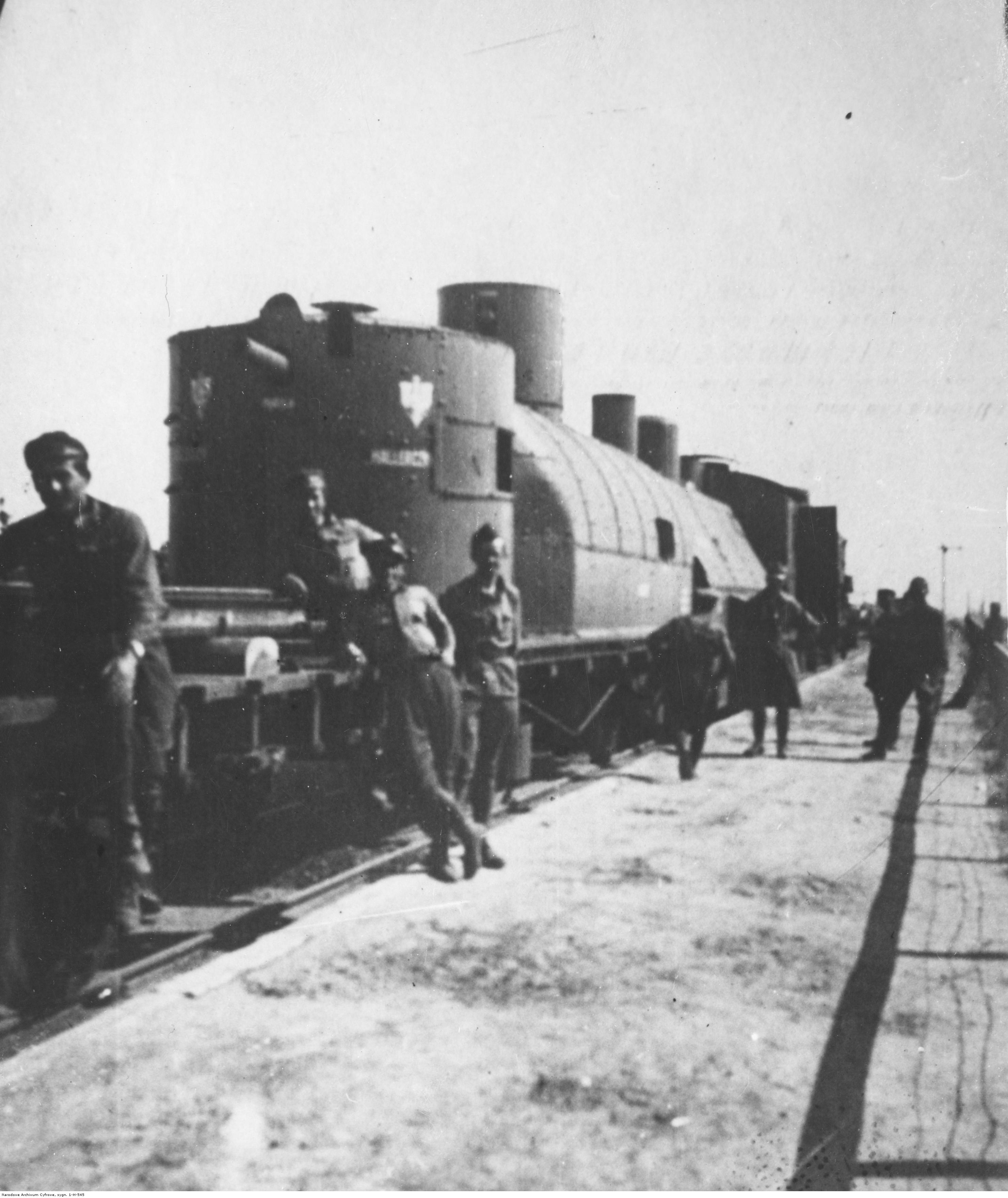
Pociąg pancerny „Hallerczyk” w czasie wojny polsko-bolszewickiej

Najważniejszą częścią składową polskiej broni pancernej były pociągi pancerne. Odegrały istotną rolę w wojnie polsko-sowieckiej. Dzięki stosunkowo silnemu uzbrojeniu i dużej ruchliwości, odgrywały rolę ruchomych odwodów. Używane też były do realizowania wypadów w głąb obrony przeciwnika, patrolowania obszarów nie obsadzonych przez własne wojska, podwożenia posiłków czy współdziałania z oddziałami kawalerii. W okresie wojny na froncie działało około osiemdziesięciu polskich pociągów pancernych. Obok stosunkowo nowoczesnych i dobrze opancerzonych, występowały pociągi prowizoryczne, budowane głównie w warsztatach kolejowych Nowego Sącza, Lwowa, Krakowa, Wilna, Warszawy i Poznania. Używano także sprzętu zdobycznego: rosyjskiego, niemieckiego i austriackiego. Typowy polski pociąg pancerny uzbrojony był w dwa-trzy działa polowe i sześć do dwunastu ciężkich karabinów maszynowych. W jego skład wchodziła opancerzona lokomotywa, dwa do trzech wagonów artyleryjskich, jednego-dwóch wagonów z bronią maszynową, wagonu dla oddziału piechoty, dwóch-czterech platform ze sprzętem do naprawy trakcji kolejowej. Skład bojowy liczył zatem około dziesięciu wagonów, a załogę stanowiło od czterdziestu do dziewięćdziesięciu żołnierzy. Każdy skład bojowy posiadał na tyłach własny skład gospodarczy z wagonami mieszkalnymi, amunicyjnymi, gospodarczymi i warsztatami. Załoga składu gospodarczego liczyła około czterdziestu do pięćdziesięciu żołnierzy. Za pociągiem bojowym najczęściej posuwał się pociąg gospodarczy z zaopatrzeniem oraz pododdziałem odwodowym.
Do końca wojny nie wypracowano spójnej koncepcji użycia pociągów pancernych. Taktyka walki stosowana przez dowódców składów bojowych często oparta była na improwizacji i własnym doświadczeniu. Pociągi działały z reguły pojedynczo i rzadko dochodziło między nimi do współdziałania.
W fazie polskich działań ofensywnych prowadzonych na Ukrainie i Białorusi, działania pociągów pancernych były ograniczone z uwagi na inną szerokość torów kolejowych (ich przestawianie zajmowało dużo czasu). Pociągi odegrały natomiast znaczącą rolę podczas odwrotu wojsk polskich. Na kierunku białoruskim, przed rozpoczęciem ofensywy przez wojska Tuchaczewskiego, znajdowały się 22 polskie pociągi pancerne, z których około połowa została utracona. Dopiero podczas walk o przedmoście warszawskie z powodzeniem użyto do walki grupy pociągów pancernych, która skutecznie wspierała piechotę i jazdę.
W ostatnim etapie wojny pociągi pancerne zostały pogrupowane w dywizjony. Według stanu na 11 września 1920, służbę frontową pełniły 22 pociągi pancerne skupione w 6 dywizjonach. W odwodzie Naczelnego Dowództwa WP znajdowały się dwa dywizjony pociągów pancernych, czyli składy: „Śmigły”, „Groźny”, „Danuta”, „Stefan Czarniecki”, „Gen. Sosnkowski” i „Reduta Ordona”. 2 Armia dysponowała dywizjonem pociągów pancernych w składzie: „Poznańczyk”, „Paderewski”, „Pierwszy Marszałek” i „Zawisza Czarny”. 3 Armia posiadała dywizjon o składzie: „Zagończyk”, „Mściciel”, „Śmierć”, „Kaniów” i „Huragan”. 4 Armia miała dywizjon pociągów pancernych, który tworzyły: „Śmiały”, „Hallerczyk”, „Wilno” i „Bartosz Głowacki”. 6 Armia dysponowała także dywizjonem w składzie: „Piłsudczyk”, „Lis Kula”, „Gen. Iwaszkiewicz”.
Pod koniec wojny uzbrojenie wagonów było zróżnicowane jak podczas kampanii roku 1919. W tabeli zestawiono wyposażenie dziesięciu pociągów pancernych z pierwszej dekady października 1920.
| Pociąg pancerny     | Wyposażenie                                           | Wyposażenie                                                                |
| Pociąg pancerny     | ciężkie karabiny maszynowe                            | armaty i haubice                                                           |
| ------------------- | ----------------------------------------------------- | -------------------------------------------------------------------------- |
| „Piłsudczyk”        | 4 ckm Maxim rosyjskie 8 ckm Schwarzlose austr.        | 3 armaty austriackie 80 mm 1 haubica rosyjska 100 mm                       |
| „Lis Kula”          | 5 ckm Maxim rosyjskie 7 ckm Schwarzlose austr.        | 2 armaty polowe ros. 3 cal. 1 armata austr.. 80 mm 2 działka 37 mm austr.. |
| „Gen. Iwaszkiewicz” | 10 ckm Maxim ros. 1 ckm Schurzlose austr.             | 1 armata ros. 3 calowa 2 armaty austr. 8 cm                                |
| „Pionier”           | 5 ckm Schwarzlose austr. 1 ckm Maxim ros.             | 1 haubica ros. 100 mm 2 armaty austr. 8 cm                                 |
| „Bolesław Chrobry”  | 8 ckm Maxim 2 km Lewisa i 2 km inne                   | 2 armaty austr. 8 cm                                                       |
| „Stefan Batory”     | 6 ckm Maxim ros. 3 ckm Schwarzlose austr. 3 km Lewisa | 2 armaty austr. 8 cm                                                       |
| „Zawisza Czarny”    | 4 ckm Maxim ros. 4 km Bergman niem.                   | 2 armaty austr. 8 cm                                                       |
| „Rodutn Ordona”     | 5 ckm Maxim ros. 4 km Bergman niem.                   | 2 armaty austr. 8 cm                                                       |
| „Ochotnik”          | 11 km ros., 6 km niem. 1 km austriacki                | 2 armaty austr. 8 cm                                                       |
| „Bartosz Głowacki”  | 6 km. ros., 2 km niem. 2 km austr.                    | 1 armata polowa ros. 3 cal.                                                |
| „Mściciel”          | 10 km ros., 5 km austr.                               | 2 armaty polowe ros. 3 cal. 1 armata niemiecka                             |

Po zakończeniu działań wojennych w Wojsku Polskim znajdowało się 26 pociągów pancernych, których obsługę stanowiło 83 oficerów i 2136 podoficerów i szeregowców. W grudniu 1920 służbę operacyjna pełniło 17 pociągów, reszta znajdowała się w warsztatach remontowych, a po demobilizacji zamierzano pozostawić w pokojowej organizacji tylko 12 pociągów pancernych jednolicie uzbrojonych, wyposażonych i obsadzonych kadrowo. Ogólnie w walkach na froncie poległo lub odniosło rany ponad 1800 żołnierzy z załóg pociągów pancernych.
Żołnierze pociągów pancernych na mundurach nosili łapkę czarną bez wypustki.

## Czołgi

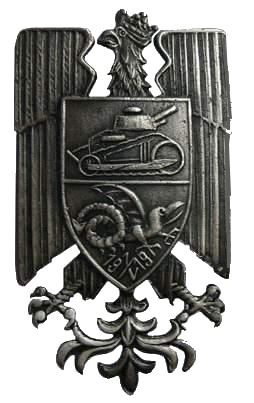
Odznaka 1 pcz

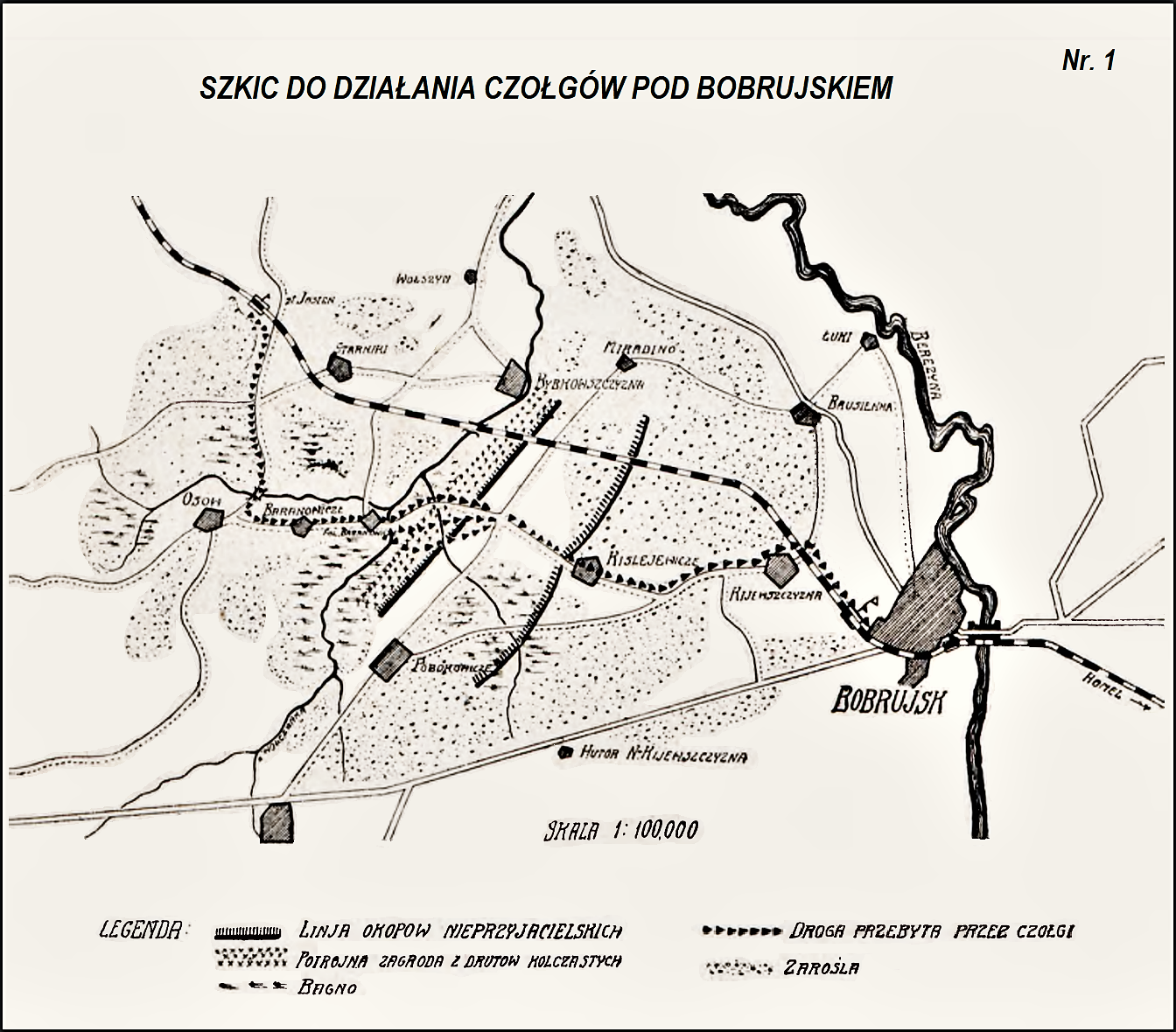
Jerzy Kuszelewski, Fragmenty niektórych działań naszych czołgów na froncie w latach 1919–1920

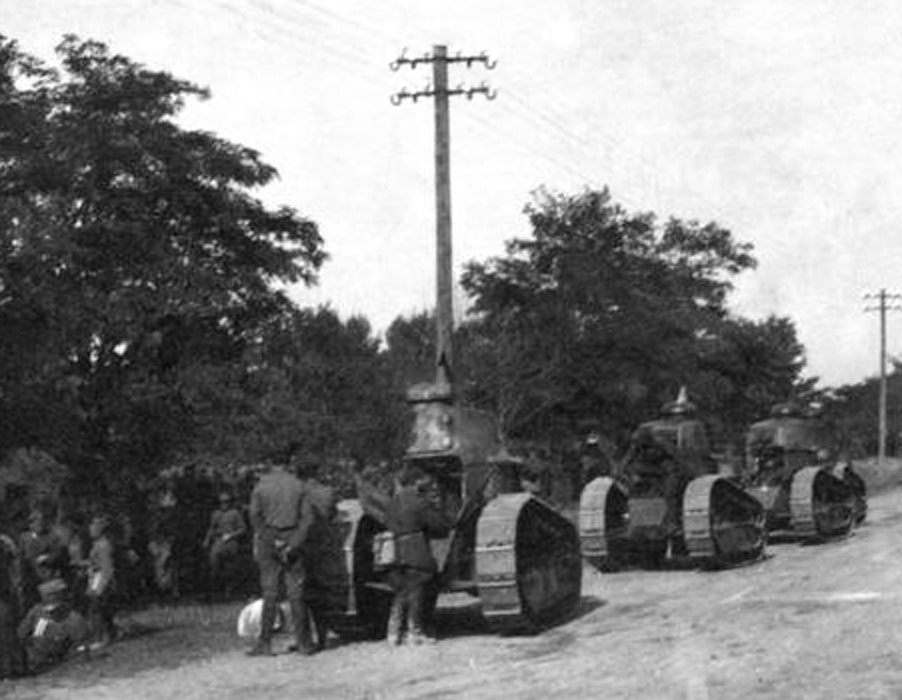
Kolumna polskich czołgów FT-17 na drodze pod Lwowem

W czerwcu 1919, wraz z Błękitna Armią gen. Józefa Hallera przybył do Polski pułk czołgów, wyposażony w 120 wozów Renault M 17 FT, w tym 72 wyposażone w armatę i 48 mających na uzbrojeniu tylko karabiny maszynowe. Na jego bazie powstał 1 pułk czołgów. Składał się z trzech batalionów czołgów, po dwie kompanie, kompanii reparacyjnej i kompanii zapasowej. W Łodzi stacjonowało jego dowództwo i pododdziały zabezpieczenia oraz warsztaty czołgowe zajmujące się naprawą sprzętu, w Warszawie 1 batalion czołgów, w Żurawicy 2 batalion czołgów, a w Poznaniu 3 batalion. Na froncie czołgi walczyły plutonami lub kompaniach i udzielały skutecznego wsparcia piechocie.
Po raz pierwszy czołgi użyto w walce pod koniec sierpnia 1919. Z Łodzi na stację Jasień transportem kolejowym przerzucono 2 kompanię czołgów kpt. Dufoura i przydzielono ją do 1 Dywizji Strzelców Wielkopolskich, której zadaniem było opanowanie Bobrujska.
W czasie walk okazało się, że użycie czołgów stanowiło wielkie zaskoczenie dla przeciwnika i umożliwiło szybkie zajęcie Bobrujska. Ujawniło się także wiele wad wolnobieżnych czołgów. Na przebycie 33 kilometrów potrzebowały one aż 15 godzin. Ponadto potrzebowano kolejnych trzech dni na ich ponowne doprowadzenie do sprawności bojowej. Nie wypracowano także zasad współdziałania czołgów z piechotą i z artylerią.
W miesiąc później ta sama kompania wzięła udział w ataku na Dźwińsk, tracąc w walce z pociągiem pancernym dwa czołgi.
W okresie ofensywy kijowskiej, po sforsowaniu Dniepru przez 6 pułk piechoty Legionów i zajęciu przyczółka mostowego, obronę wzmocniła 3 kompania pułku.
W tym samym czasie pozostałe kompanie walczyły na innych odcinkach frontu wschodniego.
W okresie lipcowej ofensywy Tuchaczewskiego 1 kompania czołgów kpt. Kohutnickiego, wchodząca w skład 1 Armii cofała się spod Królewszczyzny w kierunku na Mołodeczno, Lidę, Grodno i Białystok. Pod Kuźnicą i Orłowiczami zniszczyła sowiecki 157 pułk strzelców zdobywając szybkostrzelne działo, 4 karabiny maszynowe i biorąc około 50 jeńców.
W dużej liczbie czołgi wystąpiły podczas bitwy na przedpolach Warszawy działając w grupie pancernej mjr. Mieczysława Nowickiego. Grupa uderzyła na Mińsk Mazowiecki, ale do miasta jako pierwsze wjechały nie czołgi, a pociągi pancerne. Niepowodzeniem zakończyło się kolejne zadanie grupy pancernej. Otrzymała ona zadanie osłony linii kolejowej Warszawa-Działdowo, a tym samym stworzenia zapory dla sowieckiego III Korpusu Kawalerii Gaja Gaja. W działaniach nocnych wiele załóg czołgów zostało przez Kozaków wyciętych.
Żołnierze czołgów na mundurach nosili łapkę ciemnozieloną, wypustka czarna.
Walki pododdziałów czołgów w 1920
| Pododdział | Data           | Miejsce             | Działania                                            |
| ---------- | -------------- | ------------------- | ---------------------------------------------------- |
| 1 kompania | 17 lipca       | pod Lidą            | osłania odwrót 10 DP                                 |
| 1 kompania | 18-19 lipca    | pod Grodnem         | obrona miasta                                        |
| 1 kompania | 25 lipca       | Kuźnice - Orłowicze | wypad na Orłowicze                                   |
| 1 kompania | do 3 sierpnia  | Łomża               | obrona miejscowości                                  |
| 2 kompania | 8-13 lipca     | Wilno               | obrona miejscowości                                  |
| 2 kompania | 20-24 lipca    | Ciechanów i Mława   | organizacja wypadów                                  |
| 2 kompania | 17-18 sierpnia | okolice Warszawy    | wypad na Nowy Mińsk                                  |
| 3 kompania | 2-4 sierpnia   | nad Seretem         | zajęcie Bumowa, Mikuliniec, Nastasowa, Konopek       |
| 3 kompania | 10-30 sierpnia | okolice Lwowa       | obrona miejscowości i wypad na Zadwórze              |
| 4 kompania | 4-15 czerwca   | Koziatyn            | obrona miejscowości                                  |
| 4 kompania | 3-5 lipca      | okolice Równego     | akcja na Zdołbunów i Równe                           |
| 4 kompania | 16 sierpnia    | okolice Okuniewa    | akcje pod Okuniewem, Radzyminem i Mostrzem i Dybowem |
| 4 kompania | 17 sierpnia    | Mińsk Mazowiecki    | walki na przedpolach Mińska                          |
| 4 kompania | 20-22 sierpnia | Konopki             | walki na przedpolach Konopek                         |
| 4 kompania | do 4 września  | Lublin              | walki w obronie miasta                               |
| 5 kompania | 4-16 sierpnia  | okolice Warszawy    | walki pod Radzyminem, Ziemnem i Dybowem              |